# Всеукраїнська спартакіада серед військових ліцеїв із військово-прикладного семиборства
Всеукраїнська спартакіада серед військових (військово-морських) ліцеїв та ліцеїв з посиленою військово-фізичною підготовкою з військово-прикладного семиборства — це щорічні спортивні змагання, спартакіада серед ліцеїстів України, які проводяться на базі одного з ліцеїв або інших військових навчальних закладів.

## Види спорту
Змагання на Спартакіадах із військово-прикладного семиборства проводяться з таких видів спорту:
- біг на 100 метрів,
- біг на 3000 метрів,
- підтягування на перекладині,
- подолання смуги перешкод,
- стрільба з малокаліберної гвинтівки,
- метання гранати Ф-1,
- плавання на 50 метрів.

## Історія
Ідея проведення Спартакіади з'явилася у 2009 році, під час проведення навчально-методичних зборів начальників ліцеїв, за участі Всеукраїнської асоціації «Кадетська співдружність».
Перша Всеукраїнська спартакіада серед військових ліцеїв із військово-прикладного семиборства пройшла у 2011 році в Луганському обласному ліцеї-інтернаті «Кадетський корпус імені героїв Молодої гвардії», команда якого посіла перше місце.
Під час змагань їхні учасники можуть виконувати нормативи спортивних розрядів та звань — кандидат у майстри спорту, майстер спорту.

## Спартакіади за роками

### I Всеукраїнська спартакіада з військово-прикладних видів спорту (2011 рік)
на базі Луганського обласного ліцею з посиленою військово-фізичною підготовкою імені Молодої гвардії
Результати:
- Перше місце — команда Луганського ліцею
- Друге місце — команда Криворізького ліцею
- Трете місце — команда Волинського ліцею

### II Всеукраїнська спартакіада з військово-прикладних видів спорту (2012 рік)
на базі Запорізького обласного ліцею з посиленою військово-фізичною підготовкою «Захисник»
Результати:
- Перше місце — команда Запорізького ліцею
- Друге місце — команда Сумського ліцею
- Трете місце — команда Прикарпатського ліцею

### III Всеукраїнська спартакіада з військово-прикладних видів спорту (2013 рік)
на базі Волинського обласного ліцею з посиленою військово-фізичною підготовкою імені Героїв Небесної Сотні
Результати:
- Перше місце — команда Волинського ліцею
- Друге місце — команда Прикарпатського ліцею
- Трете місце — команда Севастопольського ліцею

### IV Всеукраїнська спартакіада з військово-прикладних видів спорту (2014 рік)
на базі Севастопольського військово-морського ліцею
Результати:
- Перше місце — команда Сумського ліцею
- Друге місце — команда Чернігівського ліцею
- Трете місце — команда Запорізького ліцею

### V Всеукраїнська спартакіада з військово-прикладних видів спорту (2015 рік)
на базі Кам'янець-Подільського обласного ліцею з посиленою військово-фізичною підготовкою
Результати:
- Перше місце — команда Кам'янець-Подільського ліцею
- Друге місце — команда Сумського ліцею
- Трете місце — команда Волинського ліцею

### VI Всеукраїнська спартакіада з військово-прикладних видів спорту (2016 рік)
на базі Острозького обласного ліцею з посиленою військово-фізичною підготовкою
Результати:
- Перше місце — команда Волинського ліцею
- Друге місце — команда Криворізького ліцею
- Трете місце — команда Сумського ліцею

### VII Всеукраїнська спартакіада з військово-прикладних видів спорту (2017 рік)
на базі Волинського обласного ліцею з посиленою військово-фізичною підготовкою імені Героїв Небесної Сотні
кількість команд — 16
Результати:
- Перше місце — команда Волинського ліцею
- Друге місце — команда Київського ліцею
- Трете місце — команда Сумського ліцею

### IX Всеукраїнська спартакіада з військово-прикладних видів спорту (29 травня— 2 червня 2018 року)
на базі Державної гімназії-інтернату з посиленою військово-фізичною підготовкою «Кадетський корпус» (Харків)
кількість команд — 23

### X Всеукраїнська спартакіада з військово-прикладних видів спорту (30 травня— 2 червня 2019 року)
на базі Військово-морського ліцею імені віце-адмірала Володимира Безкоровайного (Одеса)
кількість команд — 26